# Вулиця Крупської (Санкт-Петербург)
Вулиця Крупської (рос. Улица Кру́пской) — вулиця в Невському районі Санкт-Петербурга. Проходить від проспекту Обуховської оборони до Повітового проспекту. Довжина вулиці близько 1,5 км.

## Історична довідка
Перша назва вулиці, за переказами старожилів цих місць — Архангельська. Одна з будівель нинішнього Пролетарського заводу, будинок 2а, побудований на тому самому місці, де знаходився храм із престолом на честь Св.архангела Михаїла. Друга назва цієї вулиці — Московська — відома з 1896 року. Назва походила від Московської залізничної лінії, в напрямку якої вела вулиця.
Перейменування 16 січня 1964 року в вулицю Крупської переслідувало дві мети:
- ліквідувати дублюючі назви;
- увічнити ім'я Надії Костянтинівни Крупської (1869—1939), радянської державної та партійної діячки, дружини В. І. Леніна.

Найменування її ім'ям вулиці за Невською заставою символічне: саме тут в середині 1890-х років Н. К. Крупська вчителювала в Смоленській недільній школі (сучасна адреса — проспект Обуховської оборони, 107). Серед її учнів були робітники Іван Бабушкін, брати Грибакіни, Василь Шелгунов, іменами яких також названі вулиці в Невському районі.

## Перетин
- вулиця Бабушкіна
- вулиця Сєдова

## Пам'ятки
- № 5, 5Б, 5В — подвір'я Важеозерської Спаської Нікіфоро-Геннадіївської чоловічої пустелі, 1897—1903 рр., арх. М. М. Ніконов. Включає келійний корпус, церкву Успіння Пресвятої Богородиці та будинок працьовитості.

## Об'єкти міського середовища

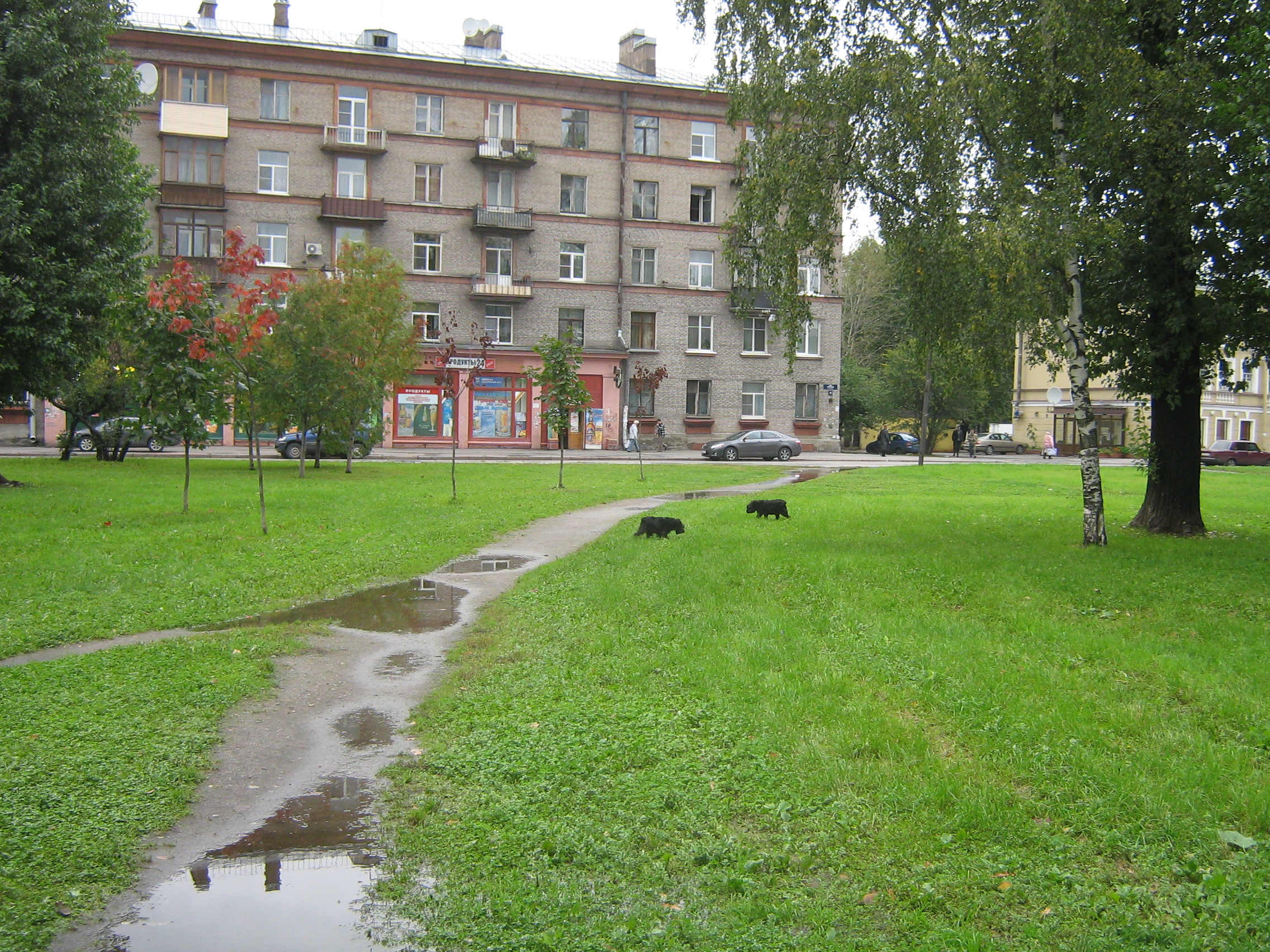
Заводський сад

- Заводський сад (на розі з вулицею Бабушкіна)
- Неподалік від вулиці знаходиться найбільший книжковий ярмарок Санкт-Петербургу — колишній БК ім. Н. К. Крупської.